# Antoni Murkowski
Antoni Jan Murkowski (ur. 6 sierpnia 1940 w Modliszewku) – polski biofizyk, doktor habilitowany nauk rolniczych w zakresie agronomii-agrofizyki, nauczyciel akademicki

## Życiorys
Antoni Murkowski urodził się w rodzinie Jana i Moniki z d. Ludwichowska. Po maturze zdanej w I Liceum Ogólnokształcącym im. Jana Kasprowicza w Inowrocławiu (1958) podjął studia na Wydziale Matematyki, Fizyki i Chemii Uniwersytetu Mikołaja Kopernika w Toruniu, uzyskując dyplom magistra fizyki doświadczalnej (1963). Po studiach odbył roczny staż jako konstruktor aparatury radiometrycznej w Biurze Urządzeń Techniki Jądrowej (obecnie „POLON”) w Bydgoszczy. W kolejnych latach pracował jako nauczyciel fizyki Zespole Szkół Budowlanych w Bydgoszczy (1964-1966), a następnie jako konstruktor układów automatyki w Pomorskich Zakładach Aparatury Niskiego Napięcia APATOR w Toruniu (obecnie APATOR S.A.) (1966–1967). Od 1967 pracował na stanowisku pracownika naukowo-dydaktycznego w Zakładzie Fizyki w Wyższej Szkole Rolniczej w Szczecinie. Zajmował się praktycznym zastosowaniem zjawiska luminescencji w rolnictwie i biologii. Był pionierem w zakresie konstrukcji aparatury oraz opracowywania metod luminescencyjnych do badania stanu fizjologicznego roślin. Efektem badań była obroniona i wyróżniona na Wydziale Rolniczym Akademii Rolniczej w Szczecinie praca doktorska Luminescencyjne metody badania wpływu herbicydów na organizmy fotosyntetyzujące. Na jej podstawie w 1975 otrzymał stopień naukowy doktora nauk rolniczych i został zatrudniony na stanowisku adiunkta. W latach 1977–1983 był kierownikiem Zakładu Fizyki w Instytucie Mechanizacji Rolnictwa w macierzystej uczelni.
Według jego projektów zostały skonstruowane oryginalne zestawy pomiarowe do rejestracji słabych świeceń biologicznych, zwłaszcza luminescencji chlorofilu do badania pierwotnych reakcji fotosyntezy w warunkach oddziaływania czynników stresowych na rośliny użytkowe. Kierował licznymi projektami naukowymi. Pięć opracowanych pod Jego kierunkiem metod badawczych i urządzenia pomiarowe zostały opatentowane. Był kierownikiem grantu KBN (1994-1996) realizowanego w ścisłej współpracy z pracownikami naukowymi Katedry Genetyki SGGW w Warszawie. Efektem było opracowanie zestawu metod luminescencyjnych do oceny stanów stresowych w roślinach z kultur in vitro. W 2003 otrzymał stopień naukowy doktora habilitowanego nauk rolniczych w dyscyplinie agronomia – agrofizyka nadany przez Radę Instytutu Agrofizyki im. Bohdana Dobrzańskiego PAN w Lublinie na podstawie dorobku naukowego i rozprawy naukowej Oddziaływanie czynników stresowych na luminescencję chlorofilu w aparacie fotosyntetycznym roślin uprawnych oraz kolokwium habilitacyjnego. W 2005 został mianowany na stanowisko profesora nadzwyczajnego w Zakładzie Fizyki Instytutu Inżynierii Rolniczej na Wydziale Kształtowania Środowiska i Rolnictwa Akademii Rolniczej w Szczecinie. Prowadził owocną współpracę naukową z Katedrą Biofizyki Uniwersytetu im. Łomonosowa w Moskwie, Zakładem Fizjologii Roślin im. F. Górskiego PAN w Krakowie, Katedrą Genetyki, Hodowli i Biotechnologii Roślin SGGW w Warszawie, a także z wieloma badaczami miejscowej Uczelni.
W ramach działalności dydaktycznej prowadził wykłady i ćwiczenia laboratoryjne z fizyki. Zainicjował modernizację ćwiczeń w pracowniach studenckich oraz utworzył Pracownię Fizycznych Podstaw Miernictwa dla kierunku mechanizacja rolnictwa. Opisy ćwiczeń zostały zamieszczone w 4 skryptach, które powstały w latach 1978–1985.
Był członkiem Wydziałowej Komisji Wyborczej (1990-1993) oraz Rady Wydziału Rolniczego Akademii Rolniczej w Szczecinie (1990-1993, 2003-2008). Aktywnie uczestniczył w pracach towarzystw naukowych: Polskiego Towarzystwa Agrofizycznego – Oddziału Szczecińskiego, Polskiego Towarzystwa Botanicznego, Szczecińskiego Towarzystwa Naukowego. Od 1970 należał do Polskiego Towarzystwa Biofizycznego, w którym pełnił funkcje przewodniczącego (1987-1998) i sekretarza (1979-1986) Oddziału Szczecińskiego.
Jest współautorem lub autorem ponad 150 prac naukowych oraz 5 patentów. Wypromował jednego doktora oraz kilku magistrów ochrony środowiska, recenzował wiele prac naukowych. Za osiągnięcia naukowe i dydaktyczne otrzymał 16 nagród JM Rektora, Złoty Krzyż Zasługi, Medal Komisji Edukacji Narodowej oraz odznakę „Zasłużony pracownik rolnictwa”. Od 2010 jest emerytowanym profesorem Zachodniopomorskiego Uniwersytetu Technologicznego w Szczecinie.

## Wybrane publikacje
- Messung der photoinduzierenden Lumineszenz zur Prüfung des Herbizideinflusses auf Pflanzen. [w:] Wirkungsmechanismen von Herbiziden und synthetischen Wachstumsregulatoren. Altenburg 1979, s.196–204 (wsp. I. Zbieć, S. Karczmarczyk)
- The use of post-luminescence decay and fluorescence emission to detect of initial herbicide toxicity. „Weed Res.” 1981, 21(3-4), s.271–274 (wsp. R.M. Devlin, I.I. Zbieć, S. Karczmarczyk)
- Influence of buthidazole, diuron and atrazine on some light reactions of photosynthesis. „Weed Sci.” 1983, 31(6), s.879–883 (wsp. R.M. Devlin, I.I. Zbieć, S. Karczmarczyk, E.M. Skórska)
- Influence of buthidazole on Chlorella vulgaris fluorescence and post-luminescence decay. „North. Weed Sci. Soc.” (USA) 1983, 37, s.100–106 (wsp. R.M. Devlin, I.I. Zbieć, S. Karczmarczyk, E.M. Skórska)
- Application of luminescence method for estimation of herbicide phytotoxicity. „Acta Agrobot.” 1985, 38(1), s.33–39 (wsp. S. Gwizdek, E. Skórska)
- Use of the delayed luminescence test for evaluation of changes in frost resistance of winter wheat. „Acta Agrobot.” 1985, 38 (1), s.5–10 (wsp. A. Brzóstowicz, Z. Prokowski, E. Grabikowski)
- Photosynthetic luminescence detection as the quick test of chilling resistance of cucumber plants. „Hod. Roślin, Aklim. Nasien.” 1988, 32(1/2), s. 285–289 (wsp. E. Skórska)
- The application of the luminescence method to evaluation of wheat and rape susceptibility to certain herbicides. „Hod. Roślin, Aklim. Nasien.” 1988, 32(1/2), s.171–174 (wsp. E. Skórska)
- The effect of spermidine on chlorophyll luminescence in wheat leaves under water stress. „Acta Physiol. Plant.” 1992, 14(3), s.119–126 (wsp. J. Floryszak-Wieczorek, J. Kubiś, Z. Krzywański)
- A detection set for measurements of ultraweak chemiluminescence of food products. „Zesz. Probl. Post. Nauk Roln.” 1993, 399, s.155–158 (wsp. E. Skórska)
- Differences in the luminescence of regenerated cucumber plants caused by plant hormones in the medium. „Gartenbauwissenschaft” 1994, 59 (3), s.105–108 (wsp. W. Burza, S. Malepszy)
- Study of primary photosynthesis reactions by means of luminescence methods. „Biol. Bull.” Poznań 1995, 32, s.72.
- Chlorophyll a luminescence – an index of photoinhibition damages. „Curr. Top. Biophys.” 1997, 21(1), s.72–78 (wsp. E. Skórska)
- Application of luminescence for quality evaluation of various in vitro regenerated strawberry. „Acta Physiol. Plant.” 1998, 20 (4), s.465–470 (wsp. G. Bartoszewski, E. Skórska)
- Effect of by-product from removing SO2 and NOX from flue gases on growth of maize plants. „Fragm. Agron.” 1998, 3, s.260–263 (wsp. S. Stankowski, K. Pacewicz)
- Luminescence variations in cucumber (Cucumis sativus L.) leaves derived from different regeneration systems. „Int. J. Horticult. Sci.” 1999, 5 (1-2), s.50–52 (wsp. T. Wróblewski, W. Burza, E. Skórska)
- Comparison of fluorescence in cucumber (Cucumis sativus L.) leaves of plants derived from in vitro regeneration system and from seeds. „Bull. Polish Acad. Sci. Biol. Sci.” 2000, 48 (1), s.37–40 (wsp. W. Burza, E. Skórska)
- Heat stress and spermidine: effect on chlorophyll fluorescence in tomato plants. „Biol. Plant.” 2001, 44(1), s.53–57[10]
- Oddziaływanie czynników stresowych na luminescencję chlorofilu w aparacie fotosyntetycznym roślin uprawnych. Monografia. „Acta Agrophys.” 2002, 61, s.3–158[11]
- Zastosowanie metod chemiluminescencyjnych do badania procesów utleniania olejów roślinnych. „Acta Agrophys. Zastosowanie fizyki w naukach rolniczych”, 2003, 93, s.55–65 (wsp. E. Skórska)[12]
- Application of luminescence methods in investigation of tomato photosynthetic apparatus response to high light and chilling. „Acta Agrophys.” 2004, 4(2), s.431–439[13]
- Chlorophyll fluorescence in research of chill and light stress in cucumber plants from in vitro culture during acclimation. „Hortic. Veget. Growing” 2004, 23, 2, s. 192–198 (wsp. E. Skórska)
- Chlorophyll fluorescence as indicator of chill and light stress in cucumber plants from in vitro culture during acclimatization. „Zesz. Probl. Post. Nauk Roln.” 2004, 496, s. 167–173 (wsp. E. Skórska)
- Comparison of phytotoxicity of lead and tin organic compounds by means of luminescence methods. „Acta Agrophys.” 2008, 11(1), s.131–140 (wsp. E. Skórska)[14]
- Comparison of susceptibility of crop oat cv. Akt and wild oat leaves to Dicuran 80 WP in mixture with two adjuvants measured by chlorophyll fluorescence. „Acta Agrophys.” 2009, 14 (2), s.463–468 (wsp. E. Skórska)
- Effect of (C6H5)3PbCl and (C6H5)3SnCl on delayed luminescence intensity, evolving oxygen and electron transport rate in photosystem II of Chlorella vulgaris. „Bull. Environ. Contam. Toxicol.” 2010, 84(2), s.157–160 (wsp. E. Skórska)
- Comparison of susceptibility of leaves on short-term UV-B irradiation. „Intern. Agrophys.” 2012, 26, 4, s.395–400 (wsp. E. Skórska)
- Zastosowanie metod luminescencyjnych w badaniach roślin. [w:] Agrofizyka – procesy, właściwości, metody (red. J. Gliński, J. Horabik, J. Lipiec, C. Sławiński), Instytut Agrofizyki PAN, Lublin 2014, s. 225–229 (wsp. R. Matuszak-Slamani, A. Gawlik, A. Mila)
- Photosynthetic responses of Chlorella vulgaris L. to short-term UV-B radiation exposure. „Acta Biol. Cracov.” Ser. Botanica, 2018, 60/1, s.65–71 (wsp. E. Skórska)[15]

## Patenty
- Sposób określania stopnia jełczenia tłuszczów, szczególnie tłuszczów jadalnych i utylizacyjnych. Zgłoszenie P.215202 z 27.04.1979. Patent nr 115741 (1983) (wsp. Jerzy Mazurczak, Hanna Barbara Owczarczyk, Edward Grabikowski)[16]
- Sposób i urządzenie do określania mrozoodporności roślin. Zgłoszenie P.226561 z 02.09.1980. Patent nr 130729 (1985) (wsp. Aleksander Brzóstowicz, Edward Grabikowski)[17]
- Sposób pomiaru koncentracji biomasy fitoplanktonu. Zgłoszenie P. 239757 z 23.12.1982. Patent nr 132607 (1987) (wsp. Zdzisław Prokowski)[18]
- Sposób określania chłodoodporności roślin uprawnych. Zgłoszenie P.264366 z 27.02.1987. Patent nr 149391 (1990) (wsp. Elżbieta Skórska)[19]
- Sposób oceny odporności roślin na suszę. Zgłoszenie P.292470 z 19.11.1991. Patent nr 166857 (1995)[20]

## Odznaczenia i nagrody
- Złoty Krzyż Zasługi (1987)
- Medal Komisji Edukacji Narodowej (1998)
- Odznaka „Zasłużony Pracownik Rolnictwa” (1987)
- 16 nagród naukowych i dydaktycznych JM Rektora Akademii Rolniczej w Szczecinie